# 두칸높은협공
두칸높은협공은 귀에 걸쳐온 돌을 변 쪽의 4선에서 협공하는 수법이다.